# Bačka (landstreek)

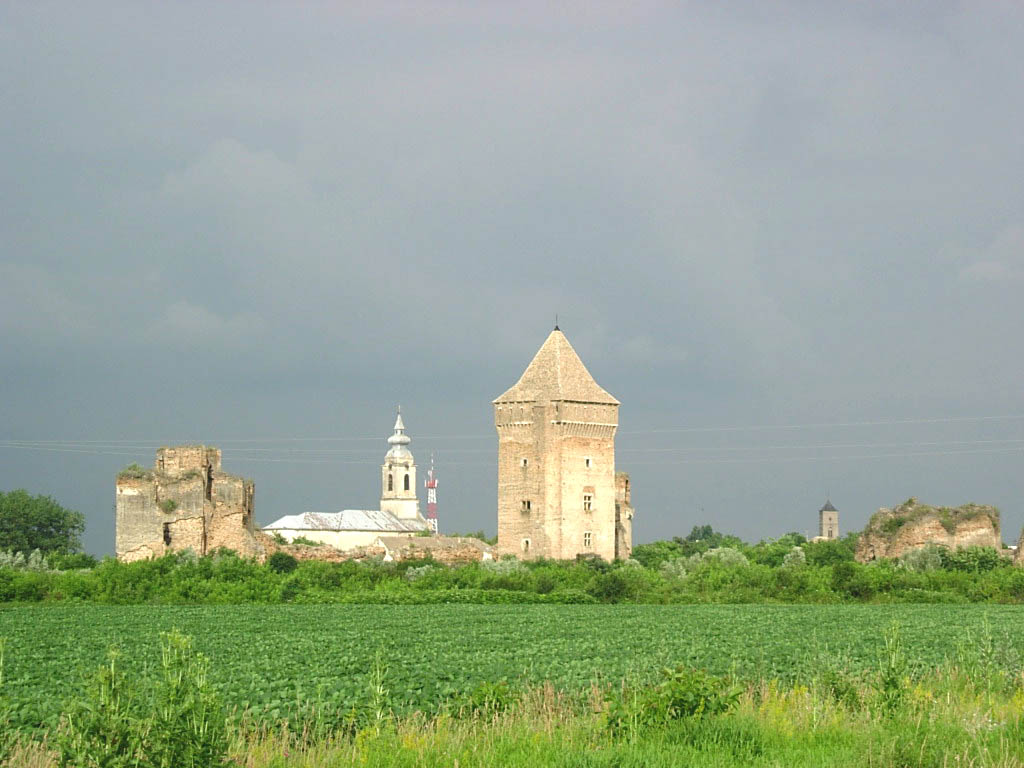
De burcht van Bač

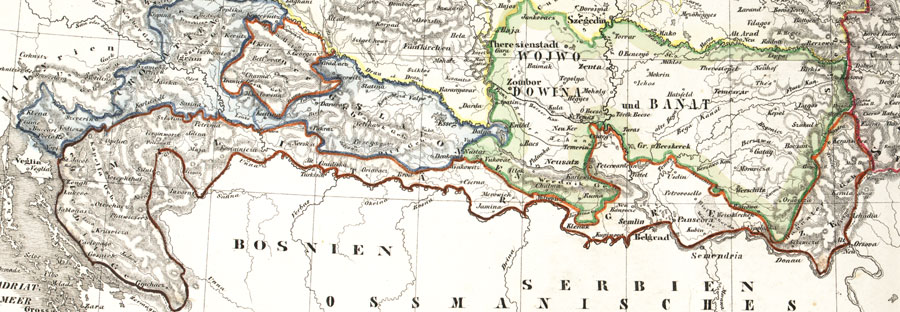
De Bačka tussen 1849 en 1860 als onderdeel van het Servische Woiwodschap en Timişbanaat en de Militärgrenze

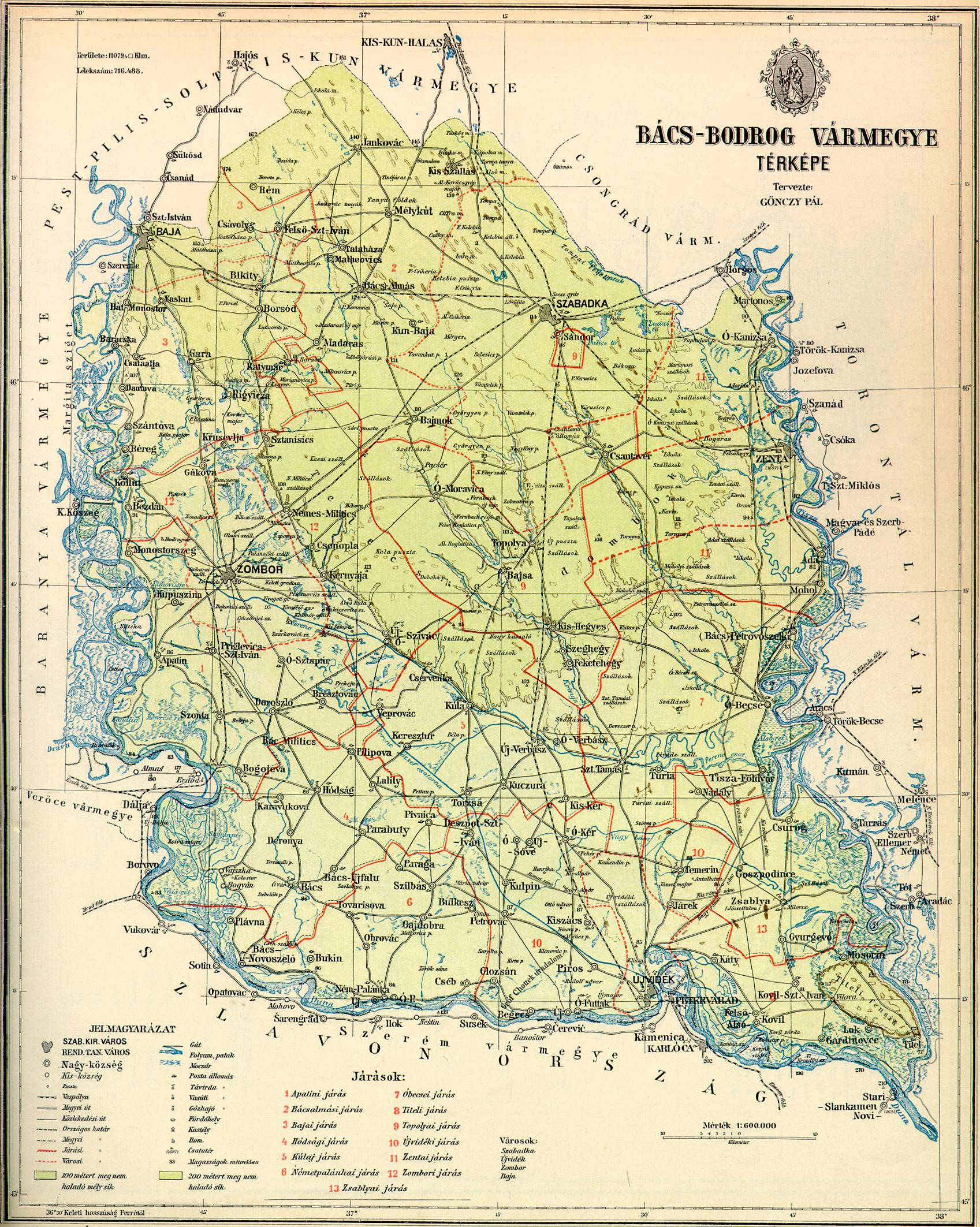
Het comitaat Bács-Bodrog, dat samenvalt met de Bačka, in 1891

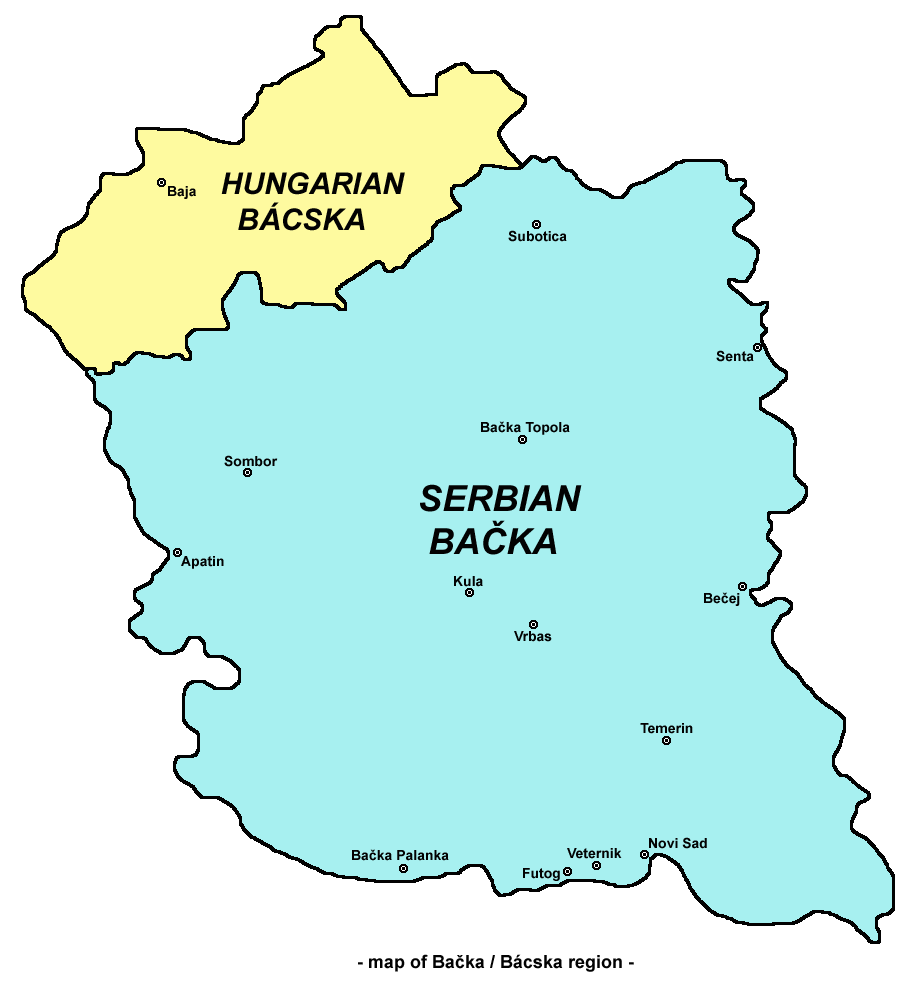
De Bačka sinds 1920

De Bačka (Servisch; Бачка) of Bácska (Hongaars) is een landstreek in Midden-Europa, gelegen in de Grote Hongaarse Laagvlakte en begrensd door de Donau en de Tisza. Het gebied behoort tot Servië en Hongarije. Het grootste, Servische deel is een van de drie samenstellende delen van de Vojvodina. Het Hongaarse gedeelte ligt in het comitaat Bács-Kiskun. Het gebied dankt zijn naam aan de plaats Bač (Hongaars: Bács), ooit een belangrijke vesting aan de Donau.

## Geografie
De Bačka beslaat een oppervlakte van 11.079 km² en heeft alleen in het noorden geen natuurlijke grens. De Tisza vormt in het oosten de grens met het Banaat, en de Donau in het westen die met Baranya (Baranja), landstreken die eveneens over meerdere landen zijn verdeeld, en in het zuiden die met Syrmië.
De grootste steden van de Bačka, Novi Sad en Subotica, liggen beide in Servië. De grootste plaats in het Hongaarse gedeelte is Baja.

## Geschiedenis
De Bačka heeft alleen van 1873 tot 1920 bestuurlijk één geheel gevormd, als Hongaars comitaat binnen de dubbelmonarchie Oostenrijk-Hongarije, toen het Bács-Bodrog heette. Voor 1873 en na 1920 was de Bačka nooit één geheel.
Het gebied werd vanaf de vroege middeleeuwen door Zuid-Slaven bevolkt en behoorde in de 9de eeuw tot het uitgestrekte Eerste Bulgaarse Rijk. Vanaf de 10e eeuw verschenen er Hongaren in het gebied, die de Bulgaren versloegen, een koninkrijk stichtten en er in de 11de eeuw twee comitaten inrichtten: Bodrog in het noorden en Bács in het zuiden. Bács werd bestuurd vanuit de gelijknamige plaats, thans Bač, waar de Slaven al een belangrijke burcht hadden gebouwd.
In 1526 leed het middeleeuwse Hongaarse koninkrijk bij Mohács een grote nederlaag tegen het Ottomaanse Rijk en kwam de Bačka voor ruim anderhalve eeuw in Turkse handen. Het gebied werd ingedeeld bij de sandjak Segedin (Szeged) en raakte in deze periode goeddeels ontvolkt.
Nadat het Ottomaanse Rijk in 1697 door Oostenrijk bij Zenta was verslagen, werd de Bačka opnieuw een onderdeel van (het nu Habsburgse) Hongarije. De comitaten Bács en Bodrog werden in ere hersteld en in 1730 samengevoegd. Een deel van de Bačka werd echter als onderdeel van de Militärgrenze rechtstreeks vanuit Wenen bestuurd. In 1751 werd het grootste deel van dit militaire gebied bij Bács-Bodrog gevoegd, maar de zuidoostelijkste hoek, het gebied Šajkaška bij Titel, zou tot de Militärgrenze blijven behoren, totdat deze in 1873 geheel werden opgeheven.
Onder Habsburgs bewind kreeg de aanvankelijk schaars bevolkte Bačka, evenals het naburige Banaat, te maken met grootschalige kolonisatie, vooral van Donau-Zwaben, rooms-katholieke Duitsers, die tot de Tweede Wereldoorlog in veel plaatsen in de Bačka de meerderheid van de bevolking zouden vormen.
In 1849 werd, als antwoord op de anti-Habsburgse opstand in Hongarije, binnen de Donaumonarchie het kroonland vojvodschap Servië en Temesbanaat opgericht, dat tot 1860 zou bestaan. Het omvatte behalve de Bačka ook het Banaat. In 1860 werd de Bačka met de opheffing van het kroonland weer rechtstreeks onderdeel van Hongarije.
Na de Eerste Wereldoorlog, waarin de Donaumonarchie ten onder was gegaan, moest Hongarije het verlies van het grootste deel van de Bačka in 1920 in het Verdrag van Trianon erkennen. Het zuidelijke deel, dat tegenwoordig tot Servië behoort, kwam aan het nieuwe Koninkrijk van Serviërs, Kroaten en Slovenen, het latere Joegoslavië. Het noorden van de Bačka werd nog enige tijd door Joegoslavische troepen bezet, maar de Servisch-Hongaarse Baranya-Baja-republiek, die in augustus 1921 werd uitgeroepen en ook gebieden ten westen van de Bačka besloeg, was geen lang leven beschoren. Dit gebied bleef Hongaars.
Tijdens de Tweede Wereldoorlog kreeg Hongarije de Bačka opnieuw in handen, nadat Hongarije met Duitse ruggensteun in april 1941 Joegoslavië was binnengevallen. Dieptepunt in deze jaren was de razzia van Novi Sad, die in januari 1942 aan zeker 3500 vooral Servische en joodse burgers het leven kostte. Nadat Hongarije in 1944 door nazi-Duitsland was bezet, volgde de deportatie van de (reeds eerder vervolgde) Joodse bevolking, waarbij de meesten omkwamen. Op hun beurt namen Servische partizanen na het vertrek van de bezetters eind 1944 wraak op de Hongaren en de nog niet gevluchte Donau-Zwaben. De laatste groep kwam aanvankelijk in kampen terecht om Joegoslavië in 1947 voorgoed te verlaten.